# Билен-Масия
Билен-Масия (Прот.Bilene)— округ провинции Газа на юго-западе Мозамбика .Районный центр город — Масия . Округ расположен на юге провинции Газа и
граничит с округом Чокве на севере, округом Шаи-Шаи на востоке и округом Магуде провинции Мапуту на западе. На юге округ омывается Индийским океаном по состоянию на 2007 год насиление составляет 151911 человек

## География
Реки в округе принадлежат к водосборным бассейнам реки Комати и реки Мунхуане, крупного левого притока Комати. В округе есть три постоянных озера: озеро Чуали , озеро Паве и озеро Сакатив .

## Административное Деление
Район разделен на шесть поселений : Чиссано (пять поселений), Макуане (три поселения), Мазивила (три поселения), Мессано (два поселения), Прайя-ду-Билене (один поселок) и Вила-да-Масия (один поселок).